# Zeigertelegraf

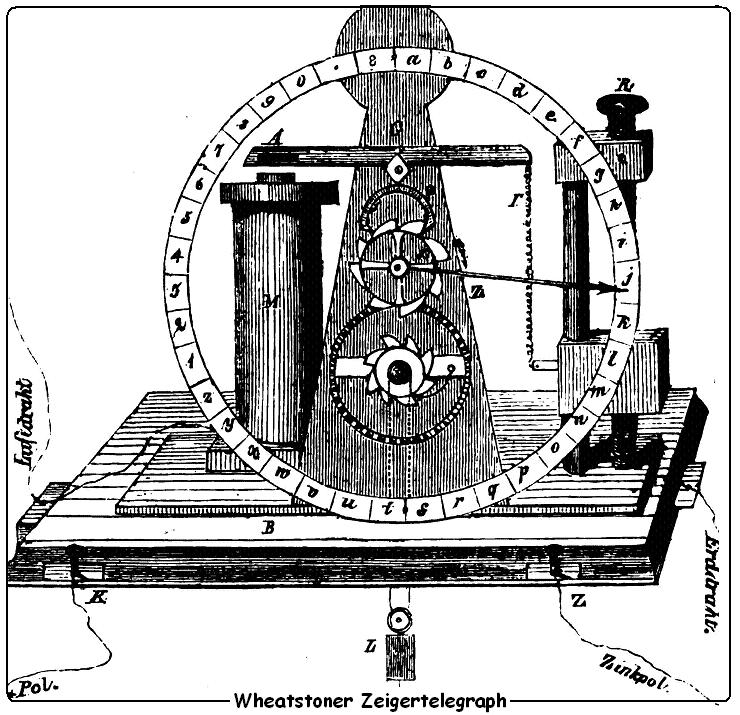
Wheatstone-Zeigertelegraf

Den ersten Zeigertelegrafen konstruierte Charles Wheatstone 1839; bei diesem Gerät konnte ein durch ein Uhrwerk betriebener Zeiger durch eine am Anker eines Elektromagneten angebrachte Hemmungsvorrichtung von der entfernten Abgangsstation aus nach Belieben vor jedem der am Rande stehenden Buchstaben angehalten werden.
Abgesehen von der im Jahr 1833 errichteten Gauß-Weber-Telegrafenlinie in Göttingen, die bis 1845 existierte, baute der Mannheimer Ingenieur William Fardely 1844 die erste Telegrafenlinie auf dem europäischen Festland, eine 8,8 km lange Strecke zwischen Wiesbaden und Kastel. Daran erinnert auf der Kurpfälzer Meile der Innovationen vor dem Mannheimer Schloss eine Bronzeplatte.

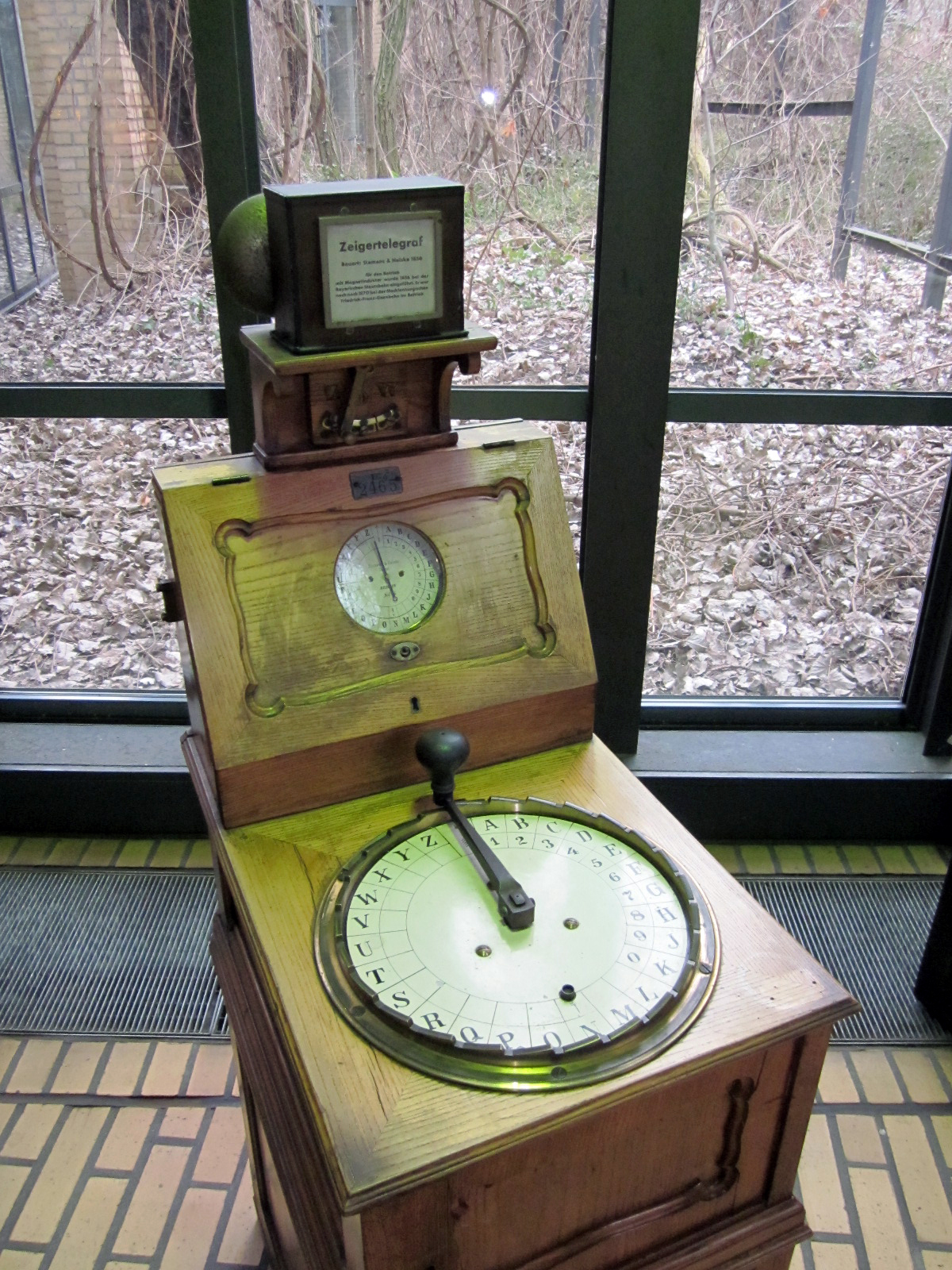
Siemens-Zeigertelegraf

Im Jahr 1846 baute August Kramer eine verbesserte Version, die im Folgejahr von Werner Siemens und Johann Georg Halske industriell hergestellt wurde und die Unternehmensgeschichte von Siemens begründete; der Siemens-Zeigertelegraf wurde ab 1848 auf der damals längsten europäischen Telegrafenlinie von Berlin nach Frankfurt am Main eingesetzt.
Mit dem Zeigertelegrafen wurde die Kommunikationstechnik revolutioniert; im Gegensatz zum Morse-Telegrafen wurde es durch den Zeigertelegrafen erstmals auch einem ungeschulten Laien möglich, Textbotschaften zu übermitteln. Der Zeigertelegraf ist ein Vorläufer des Fernschreibers.
Die alten optischen Telegrafen arbeiteten auch mit Zeigern, unterscheiden sich aber grundlegend von einem Zeigertelegrafen.

## Funktionsweise
Das Gerät basiert auf einem Zeiger, der manuell eingestellt wird; eine Verstellung des Zeigers bei dem sendenden Apparat führt zu einer entsprechenden Verstellung des Zeigers bei dem empfangenden Gerät; so können unkompliziert die einzelnen Buchstaben eines Textes übermittelt werden, ohne diese beispielsweise erst ins Morsealphabet codieren zu müssen.
Werner Siemens berichtete 1847 in einem Brief seinem Bruder Wilhelm: „Mein Telegraph gebraucht nur einen Draht, kann dabei mit Tasten wie ein Klavier gespielt werden und verbindet mit der größten Sicherheit eine solche Schnelligkeit, dass man fast so schnell telegraphieren kann, wie die Tasten nacheinander gedrückt werden. Dabei ist er lächerlich einfach und ganz unabhängig von der Stärke des Stroms.“